# Atsushi Yanagisawa
Atsushi Yanagisawa (jap. 柳沢敦 Yanagisawa Atsushi; ur. 27 maja 1977 w prefekturze Toyama) – piłkarz japoński, grający na pozycji napastnika.

## Kariera klubowa
Yanagisawa wychował się w małym młodzieżowym klubie FC Higashi. Następnie uczęszczał do szkoły Toyama High School i tam grał w drużynie szkolnej. Jego pierwszym profesjonalnym klubem w karierze została Kashima Antlers, z którą podpisał kontrakt w 1996 r. W J-League zadebiutował 28 sierpnia w wygranym 2:0 domowym meczu z JEF United Ichihara. Trzy dni później zdobył pierwszego gola w profesjonalnej karierze i zapewnił swojej drużynie zwycięstwo 1:0 nad Gambą Osaka. Już w swoim pierwszym sezonie wywalczył mistrzostwo Japonii, a w 1997 roku był już podstawowym zawodnikiem drużyny i przyczynił się do wicemistrzostwa kraju oraz zdobycia Pucharu Japonii i Pucharu J-League. Został także wybrany Młodym Piłkarzem Roku. W 1998 r. znów został mistrzem J-League, a z 22 golami na koncie najlepszym strzelcem zespołu. Kolejne tytuły mistrzowskie zdobywał w latach 2001 i 2002, a w 2000 r. zdobył zarówno puchar kraju, jak i puchar ligi.
Latem 2003 Yanagisawa wyjechał do Europy. Wypożyczono go do włoskiej Sampdorii. W Serie A zadebiutował 30 sierpnia w zremisowanym 2:2 meczu z Regginą Calcio. W Sampdorii spędził rok, ale przegrał rywalizację z Włochami Francesciem Flachim i Fabiem Bazzanim. Latem 2004 odszedł do Messiny. W 2005 roku zajął z nią 7. pozycję w Serie A, a grał tam do końca tamtego roku. W Messinie był rezerwowym dla pary napastników Riccardo Zampagna - Arturo Di Napoli. We włoskiej Serie A wystąpił łącznie w 43 meczach, ale nie zdobył żadnego gola.
W 2006 r. Yanagisawa wrócił do Japonii. Znów został zawodnikiem Kashimy Antlers, a w 2007 r. po raz kolejny w karierze został z nim mistrzem Japonii. W 2008 r. zmienił barwy klubowe i podpisał kontrakt z Kyoto Sanga FC.
| Sezon   | Klub            | Kraj    | Rozgrywki | Mecze | Bramki |
| ------- | --------------- | ------- | --------- | ----- | ------ |
| 1996    | Kashima Antlers | Japonia | J-League  | 8     | 5      |
| 1997    | Kashima Antlers | Japonia | J-League  | 25    | 8      |
| 1998    | Kashima Antlers | Japonia | J-League  | 32    | 22     |
| 1999    | Kashima Antlers | Japonia | J-League  | 26    | 9      |
| 2000    | Kashima Antlers | Japonia | J-League  | 26    | 6      |
| 2001    | Kashima Antlers | Japonia | J-League  | 26    | 12     |
| 2002    | Kashima Antlers | Japonia | J-League  | 27    | 7      |
| 2003    | Kashima Antlers | Japonia | J-League  | 8     | 2      |
| 2003/04 | UC Sampdoria    | Włochy  | Serie A   | 15    | 0      |
| 2004/05 | FC Messina      | Włochy  | Serie A   | 21    | 0      |
| 2005/06 | FC Messina      | Włochy  | Serie A   | 7     | 0      |
| 2006    | Kashima Antlers | Japonia | J-League  | 23    | 4      |
| 2007    | Kashima Antlers | Japonia | J-League  | 19    | 5      |
| 2008    | Kyoto Sanga FC  | Japonia | J-League  |       |        |

## Kariera reprezentacyjna
W reprezentacji Japonii Yanagisawa zadebiutował 15 lutego 1998 roku w wygranym 3:0 towarzyskim spotkaniu z Australią. W 2000 roku znalazł się w kadrze Philippe'a Troussiera na Puchar Azji 2000 i został mistrzem kontynentu. W 2002 roku został członkiem kadry na Mistrzostwa Świata 2002. Na tym turnieju, którego współgospodarzem była Japonia, wystąpił w trzech spotkaniach grupowych: zremisowanym 2:2 z Belgią i wygranych 1:0 z Rosją oraz 2:0 z Tunezją. W 2006 roku Zico powołał Yanagisawę na Mistrzostwa Świata w Niemczech. Tam był podstawowym zawodnikiem drużyny Nipponu i wystąpił we dwóch meczach: przegranym 1:3 z Australią i zremisowanym 0:0 z Chorwacją.
W swojej karierze Yanagisawa wystąpił także w młodzieżowych Mistrzostwach Świata, na Igrzyskach Olimpijskich w Sydney i Pucharze Konfederacji 2005.